# Pape Ibnou Ba
Pape Ibnou Ba (ur. 5 stycznia 1993 w Saint-Louis) – mauretański piłkarz pochodzenia senegalskiego grający na pozycji napastnika. Od 2021 jest zawodnikiem klubu Le Havre AC.

## Kariera klubowa
Swoją karierę piłkarską Ba rozpoczął w klubie ASC Linguère. W sezonie 2013/2014 zadebiutował w jego barwach w pierwszej lidze senegalskiej. W 2016 roku przeszedł do Stade de Mbour. W 2017 roku został z niego wypożyczony do libańskiego Al Ahed FC, z którym w sezonie 2016/2017 wywalczył mistrzostwo Libanu.
Latem 2017 Ba przeszedł do francuskiego trzecioligowego klubu GS Consolat. Swój debiut w nim zaliczył 2 lutego 2018 w zwycięskim 2:1 wyjazdowym meczu z Pau FC. W sezonie 2017/2018 spadł z nim do czwartej ligi, a w sezonie 2018/2019 do piątej.
Latem 2020 Ba odszedł do klubu Chamois Niortais FC. Swój debiut w nim w Ligue 2 zaliczył 22 sierpnia 2020 w zwycięskim 1:0 wyjazdowym meczu z En Avant Guingamp i w debiucie strzelił gola. W Chamois Niortais FC grał przez rok.
We wrześniu 2020 Ba został zawodnikiem Le Havre AC. Zadebiutował w nim 13 września 2021 w zremisowanym 1:1 domowym meczu z Toulouse FC.
| Sezon   | Klub                | Kraj    | Rozgrywki              | Mecze | Gole |
| ------- | ------------------- | ------- | ---------------------- | ----- | ---- |
| 2013/14 | ASC Linguère        | Senegal | Championnat National   | 15    | 5    |
| 2014/15 | ASC Linguère        | Senegal | Championnat National   | 20    | 7    |
| 2015/16 | ASC Linguère        | Senegal | Championnat National   | 26    | 17   |
| 2016/17 | Stade de Mbour      | Senegal | Championnat National   | 15    | 5    |
| 2016/17 | Al Ahed FC          | Liban   | Premier League         | 5     | 3    |
| 2017/18 | GS Consolat         | Francja | Championnat National   | 13    | 8    |
| 2018/19 | Athlético Marseille | Francja | Championnat National 2 | 28    | 27   |
| 2019/20 | Athlético Marseille | Francja | Championnat National 3 | 17    | 14   |
| 2020/21 | Chamois Niortais FC | Francja | Ligue 2                | 36    | 14   |
| 2021/22 | Chamois Niortais FC | Francja | Ligue 2                | 5     | 0    |

## Kariera reprezentacyjna
W reprezentacji Mauretanii Ba zadebiutował 30 grudnia 2021 w zremisowanym 0:0 towarzyskim meczu z Burkiną Faso, rozegranym w Abu Zabi. W 2022 roku został powołany do kadry na Puchar Narodów Afryki 2021. Na tym turnieju rozegrał trzy mecze grupowe: z Gambią (0:1), z Tunezją (0:4) i z Mali (0:1).